# Mathias Kristensen
Mathias S. Kristensen (ur. 2 września 1998) – duński kierowca wyścigowy.

## Kariera

### Początki
Kristensen rozpoczął karierę w jednomiejscowych samochodach wyścigowych w 2014 roku od startów w Duńskiej Formule Ford, gdzie czternastokrotnie stawał na podium, w tym dwukrotnie na jego najwyższym stopniu. Z dorobkiem 278 punktów został sklasyfikowany na trzeciej pozycji w końcowej klasyfikacji kierowców. Rok później startował w Toyota Racing Series, gdzie był dwunasty.

## Statystyki
| Sezon | Seria                | Zespół         | Wyścigi | Zwycięstwa | PP | NO | Podium | Punkty | Pozycja |
| ----- | -------------------- | -------------- | ------- | ---------- | -- | -- | ------ | ------ | ------- |
| 2014  | Duńska Formuła Ford  | RS Competition | 21      | 2          | 2  | 4  | 14     | 278    | 3       |
| 2015  | Toyota Racing Series | M2 Competition | 16      | 0          | 0  | 0  | 0      | 488    | 12      |